# Gare de Saint-Martin-du-Mont
Gare de Saint-Martin-du-Mont – stacja kolejowa w Saint-Martin-du-Mont, w departamencie Ain, w regionie Owernia-Rodan-Alpy, we Francji.
Jest stacją Société nationale des chemins de fer français (SNCF), obsługiwaną przez pociągi TER Rhône-Alpes.